# Halle (Westfalen)
Halle (Westfalen) är en stad i Kreis Gütersloh i Regierungsbezirk Detmold i förbundslandet Nordrhein-Westfalen i Tyskland.